# Gasoducto Sur Peruano
El gasoducto Sur Peruano es un proyecto que planea construir un gasoducto en el sur del Perú. El inicio de operación estará en el 2018 en el cual transportará gas natural desde Las Malvinas (Echarate), Quillabamba, Urcos en el Cuzco cruzando los Andes hasta la costa en Arequipa al suroeste con un total de 1000 km. El proyecto tiene un costo US$7.328 millones.
El gasoducto comienza en Las Malvinas, en el sureste del Perú. Llega hasta Urcos. Desde Urcos luego se dirige a Mollendo. Por último llega a Ilo.

## Historia

### Antecedentes
El 6 de octubre de 2008 se firma el contrato para el proyecto del gasoducto Kuntur. El proyecto era de iniciativa privada y un costo US$1.334 millones. El proyecto estaba previsto la construcción de un gasoducto.

### Gasoducto Sur Peruano
El 26 de junio de 2014, los consorcios: Gasoducto Sur Peruano, integrado por Odebrecht y Enagás, y Gasoducto Peruano del Sur, integrado por GDF Suez, Sempra, Techint y TGI, presentaron sus propuestas técnicas y económicas.
El 30 de junio, se otorgadó la construcción y la operación del gasoducto y poliducto al consorcio Gasoducto Sur Peruano conformado por Odebrecht y Enagás.
El 28 de julio, se firmó el contrato del proyecto.
El 21 de mayo de 2015, se inició oficialmente las obras en la localidad de Ticumpinia, en Cuzco.
El 23 de enero de 2017, debido al incumpliendo en el financiamiento, se resolvió concluir con la concesión al consorcio.
El 28 de enero de 2017, se completó el desembolso total de la penalidad por US$ 262 millones, debido al incumpliendo de consorcio.
En el 2018, Enagás inició un arbritaje contra el Estado peruano ante el Centro Internacional de Arreglo de 
Diferencias Relativas a Inversiones (Ciadi) por la inversión realizada en el gasoducto.